# Sigurd E. Fröhner
Sigurd Erich Fröhner (geb. 21. September 1941 in Nürnberg) ist ein deutscher Botaniker und evangelischer Geistlicher.

## Leben und Wirken
Fröhner ist der Sohn eines Stellmachers aus dem Erzgebirge. Da er in der DDR als Mitglied der Jungen Gemeinde nicht Biologie studieren durfte, absolvierte er in Leipzig ein Theologiestudium. Er war sechs Jahre als theologischer Referent im Evangelisch-Lutherischen Landeskirchenamt in Dresden tätig und anschließend von 1973 bis 1999 Gemeindepfarrer in Nossen. Heute lebt er in Dresden.
Fröhner ist einer der führenden Experten bei der Erforschung des Frauenmantels (Alchemilla). Sein botanisches Autorenkürzel lautet „S.E.Fröhner“.

## Veröffentlichungen (Auswahl)
- New additions of the genus Alchemilla l. for the Flora Iranica, 2021 (veröffentlicht in Feddes Repertorium; wiley.com).
- Die Gattung Alchemilla im Französischen und Schweizer Jura. Fortsetzung 1: Alchemilla pseudodecumbens spec. nov., 2012 (Kochia 6: 29–62; mit Gerold Hügin, PDF).
- Drei neue Alchemilla-Arten (Rosaceae) aus den Alpen von Österreich, Schweiz und Italien. 2012 (Carinthia II – 202_122: 53–70, zobodat.at [PDF])
- Die Rolle von Lokalendemiten in der Gattung Alchemilla L. (.Rosaceae) in Mitteleuropa. 2002 (Berichte der Bayerischen Botanischen Gesellschaft zur Erforschung der Flora – 72: 133–147, zobodat.at [PDF]).
- Alchemilla austriaca, spec. nova,(Rosaceae) – eine neue Art aus den Ostalpen, 1978 (Enthalten in: Österreichisches botanisches Wochenblatt, Bd. 130, Nr. 1–2), doi:10.1007/BF00983077.
- Die Frauenmantelarten Schleswig-Holsteins., 1965 (Erschienen in Die Heimat: Zeitschrift für Natur- und Landeskunde von Schleswig-Holstein und Hamburg, 72.1965,  deutsche-digitale-bibliothek.de).